# Alix de Vignory
Alix de Vignory ou Alaïs de Vignory (née vers 1160 - † après 1207) est dame de Choiseul à la fin du XIIe siècle et au début du XIIIe siècle. Elle est la fille de Barthélemy, seigneur de Vignory, et d'Helvide de Brienne.

## Confusions historiques
Selon certains historiens du XIXe siècle, elle était issue de la maison de Brienne car un lien de parenté entre les sires de Choiseul et les comtes de Brienne était avéré. Toutefois, ce lien provient de sa mère, Helvide de Brienne, fille de Gautier II de Brienne et probablement d'Humbeline de Baudément, et épouse de Barthélemy de Vignory.
De plus, cette dernière hypothèse explique l'arrivée des prénoms Barthélemy et Helvide dans la famille de Choiseul.

## Biographie
Vers 1170, elle devient dame de Choiseul à la suite de son mariage avec Foulques II de Choiseul, dont elle aura au moins cinq enfants.
Vers 1198, elle devient veuve et dirige Choiseul, dont elle est usufruitière et qui constitue peut-être son douaire, en commun avec son fils aîné Renard II.
Avant 1203, elle semble avoir renoncé à son douaire au profit de son fils aîné qui dirige donc Choiseul seul.
En 1207, elle donne à l'abbaye de Morimond un moulin situé à Colombey. Elle meurt probablement peu après et est certainement inhumée à l'abbaye de Morimond.

## Mariage et enfants
Vers 1170, elle épouse Foulques II de Choiseul, fils de Renard Ier, seigneur de Choiseul, et d'Havide (nom de famille inconnu), dont elle a cinq enfants :
- Renard II de Choiseul, qui succède à son père.
- Helvide de Choiseul, citée dans des chartes de 1192 et de 1210. Elle épouse un seigneur de Beaujeu-sur-Saône, dont elle a au moins un fils : Foulques.
- Ide de Choiseul, citée dans des chartes de 1192 et de 1210. Elle épouse Pierre de Mereville, dont elle a au moins un fils : Renard.
- Alix de Choiseul, citée dans une charte de 1192.
- Barthélemy de Choiseul († après 1263), seigneur de Vrécourt. Le nom de son épouse est inconnu mais il a au moins deux enfants : Barthélemy et Renard.

## Source
- Marie Henry d'Arbois de Jubainville, Histoire des Ducs et Comtes de Champagne, 1865.
- Jules d'Arbaumont, Cartulaire du Prieuré de Saint-Etienne de Vignory, 1882.
- L'abbé Grassot, Les seigneurs de Choiseul, 1887.
- Henri de Faget de Casteljau, Recherches sur la Maison de Choiseul, 1970.
- Gilles Poissonnier, Histoire des Choiseul, 1996.